# Acanthoderes subtessellata
Acanthoderes subtessellata är en skalbaggsart som beskrevs av Bates 1880. Acanthoderes subtessellata ingår i släktet Acanthoderes och familjen långhorningar. Inga underarter finns listade i Catalogue of Life.